# Labruyère-Dorsa
Pour les articles homonymes, voir Labruyère et Dorsa (homonymie).
Labruyère-Dorsa est une commune française située dans le centre du département de la Haute-Garonne en région Occitanie.
Sur le plan historique et culturel, la commune est dans le Lauragais, l'ancien « Pays de Cocagne », lié à la fois à la culture du pastel et à l’abondance des productions, et de « grenier à blé du Languedoc ». Exposée à un climat océanique altéré, elle est drainée par le Tédèlou et par divers autres petits cours d'eau.
Labruyère-Dorsa est une commune rurale qui compte 305 habitants en 2022, après avoir connu une forte hausse de la population depuis 1975. Elle fait partie de l'aire d'attraction de Toulouse. Ses habitants sont appelés les Labruyérois ou  Labruyéroises.
Ses habitants sont les Labruyérois et les Labruyéroises.

## Géographie

### Localisation
La commune de Labruyère-Dorsa se trouve dans le département de la Haute-Garonne, en région Occitanie.
Elle se situe à 22 km à vol d'oiseau de Toulouse, préfecture du département, à 13 km de Muret, sous-préfecture, et à 6 km d'Auterive, bureau centralisateur du canton d'Auterive dont dépend la commune depuis 2015 pour les élections départementales.
La commune fait en outre partie du bassin de vie de Venerque.
Les communes les plus proches sont : 
Grépiac (1,7 km), Issus (3,4 km), Venerque (3,6 km), Auragne (3,7 km), Vernet (4,2 km), Noueilles (4,3 km), Espanès (5,3 km), Pouze (5,5 km).
Sur le plan historique et culturel, Labruyère-Dorsa fait partie du Lauragais, occupant une vaste zone, autour de l’axe central que constitue le canal du Midi, entre les agglomérations de Toulouse au nord-ouest et Carcassonne au sud-est et celles de Castres au nord-est et Pamiers au sud-ouest. C'est l'ancien « Pays de Cocagne », lié à la fois à la culture du pastel et à l’abondance des productions, et de « grenier à blé du Languedoc ».
Labruyère-Dorsa est limitrophe de quatre autres communes.
Les communes limitrophes sont  Auragne, Auterive, Grépiac et Issus.
|         |                 | Issus   |
| Grépiac | Labruyère-Dorsa | Auragne |
|         | Auterive        |         |

### Géologie et relief
La superficie de la commune est de 219 hectares ; son altitude varie de 184  à   252 mètres.

### Hydrographie

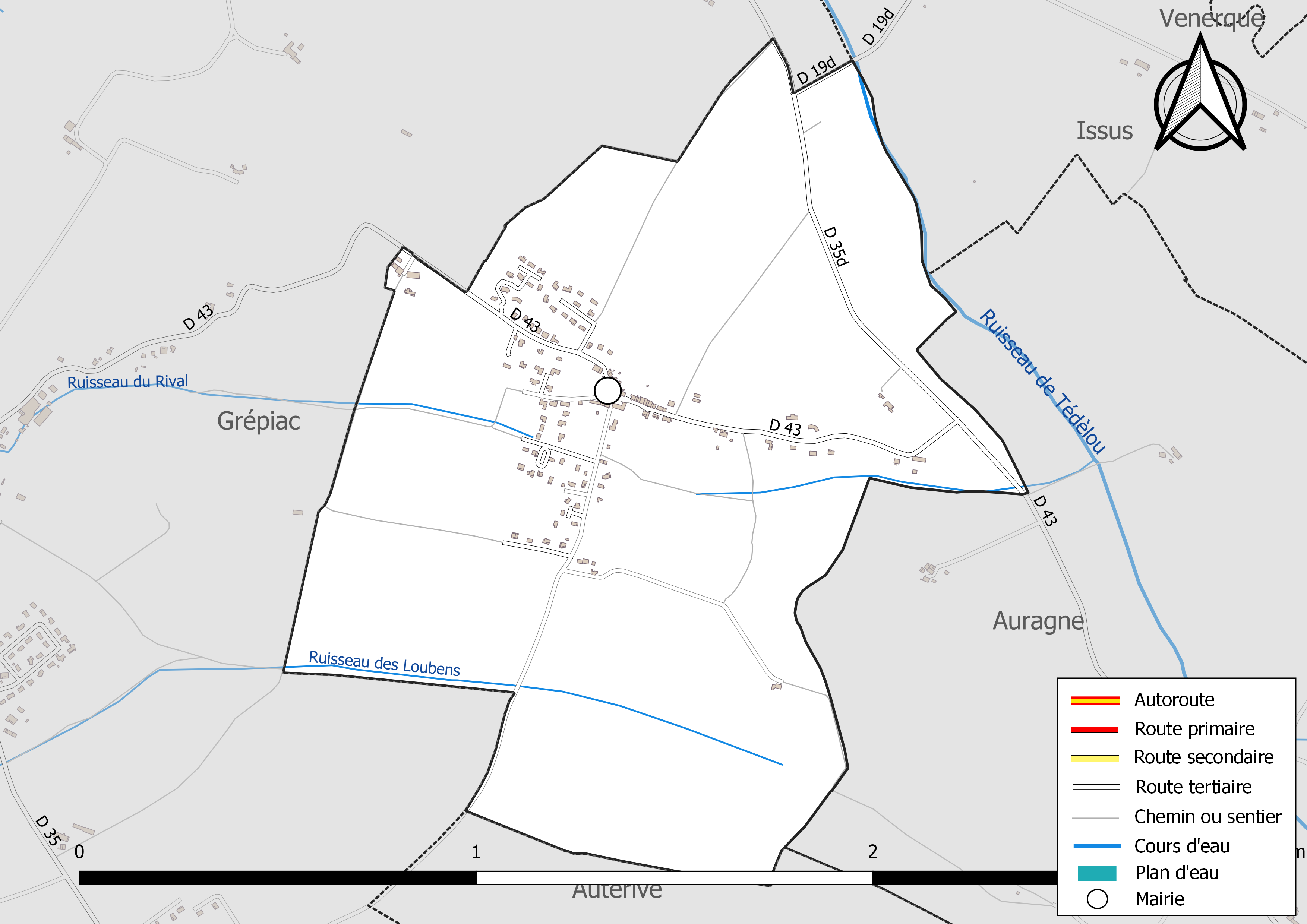
Réseaux hydrographique et routier de Labruyère-Dorsa.

La commune est dans le bassin de la Garonne, au sein du bassin hydrographique Adour-Garonne. Elle est drainée par le Tédèlou, le ruisseau des Loubens, le ruisseau du Rival et par un petit cours d'eau, constituant un réseau hydrographique de 3 km de longueur totale,.
Le Tédèlou, d'une longueur totale de 18,8 km, prend sa source dans la commune de Calmont et s'écoule vers le nord-ouest. Il traverse la commune et se jette dans la Hyse à Venerque, après avoir traversé 9 communes.

### Climat
Pour des articles plus généraux, voir Climat de l'Occitanie et Climat de la Haute-Garonne.
En 2010, le climat de la commune est de type climat du Bassin du Sud-Ouest, selon une étude s'appuyant sur une série de données couvrant la période 1971-2000. En 2020, Météo-France publie une typologie des climats de la France métropolitaine dans laquelle la commune est exposée à un climat océanique altéré et est dans la région climatique Aquitaine, Gascogne, caractérisée par une pluviométrie abondante au printemps, modérée en automne, un faible ensoleillement au printemps, un été chaud (19,5 °C), des vents faibles, des brouillards fréquents en automne et en hiver et des orages fréquents en été (15 à 20 jours).
Pour la période 1971-2000, la température annuelle moyenne est de 13,2 °C, avec une amplitude thermique annuelle de 15,5 °C. Le cumul annuel moyen de précipitations est de 751 mm, avec 9,6 jours de précipitations en janvier et 5,9 jours en juillet. Pour la période 1991-2020, la température moyenne annuelle observée sur la station météorologique la plus proche, située sur la commune de Cugnaux à 18 km à vol d'oiseau, est de 14,3 °C et le cumul annuel moyen de précipitations est de 635,7 mm,. Pour l'avenir, les paramètres climatiques de la commune estimés pour 2050 selon différents scénarios d’émission de gaz à effet de serre sont consultables sur un site dédié publié par Météo-France en novembre 2022.

### Milieux naturels et biodiversité
Aucun espace naturel présentant un intérêt patrimonial n'est recensé sur la commune dans l'inventaire national du patrimoine naturel,,.

## Urbanisme

### Typologie
Au 1er janvier 2024, Labruyère-Dorsa est catégorisée commune rurale à habitat dispersé, selon la nouvelle grille communale de densité à sept niveaux définie par l'Insee en 2022.
Elle est située hors unité urbaine. Par ailleurs la commune fait partie de l'aire d'attraction de Toulouse, dont elle est une commune de la couronne,. Cette aire, qui regroupe 527 communes, est catégorisée dans les aires de 700 000 habitants ou plus (hors Paris),.

### Occupation des sols

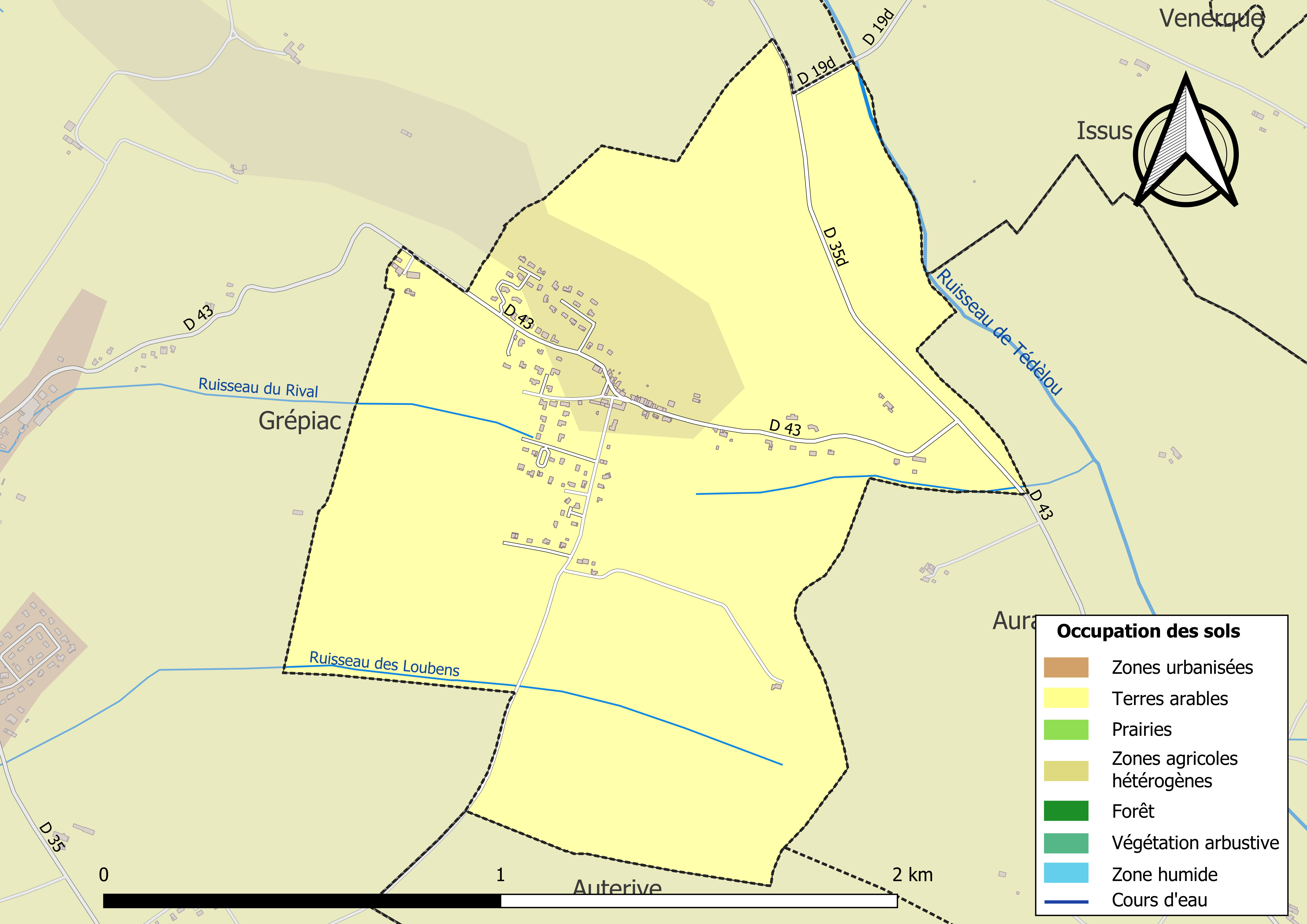
Carte des infrastructures et de l'occupation des sols de la commune en 2018 (CLC).

L'occupation des sols de la commune, telle qu'elle ressort de la base de données européenne d’occupation biophysique des sols Corine Land Cover (CLC), est marquée par l'importance des territoires agricoles (100 % en 2018), une proportion identique à celle de 1990 (100 %). La répartition détaillée en 2018 est la suivante : 
terres arables (82,8 %), zones agricoles hétérogènes (17,2 %). L'évolution de l’occupation des sols de la commune et de ses infrastructures peut être observée sur les différentes représentations cartographiques du territoire : la carte de Cassini (XVIIIe siècle), la carte d'état-major (1820-1866) et les cartes ou photos aériennes de l'IGN pour la période actuelle (1950 à aujourd'hui).

### Risques majeurs
Le territoire de la commune de Labruyère-Dorsa est vulnérable à différents aléas naturels : météorologiques (tempête, orage, neige, grand froid, canicule ou sécheresse), inondations et séisme (sismicité très faible). Un site publié par le BRGM permet d'évaluer simplement et rapidement les risques d'un bien localisé soit par son adresse soit par le numéro de sa parcelle.
Certaines parties du territoire communal sont susceptibles d’être affectées par le risque d’inondation par débordement de cours d'eau, notamment le Tédèlou. La commune a été reconnue en état de catastrophe naturelle au titre des dommages causés par les inondations et coulées de boue survenues en 1982, 1998, 1999, 2000 et 2009,.

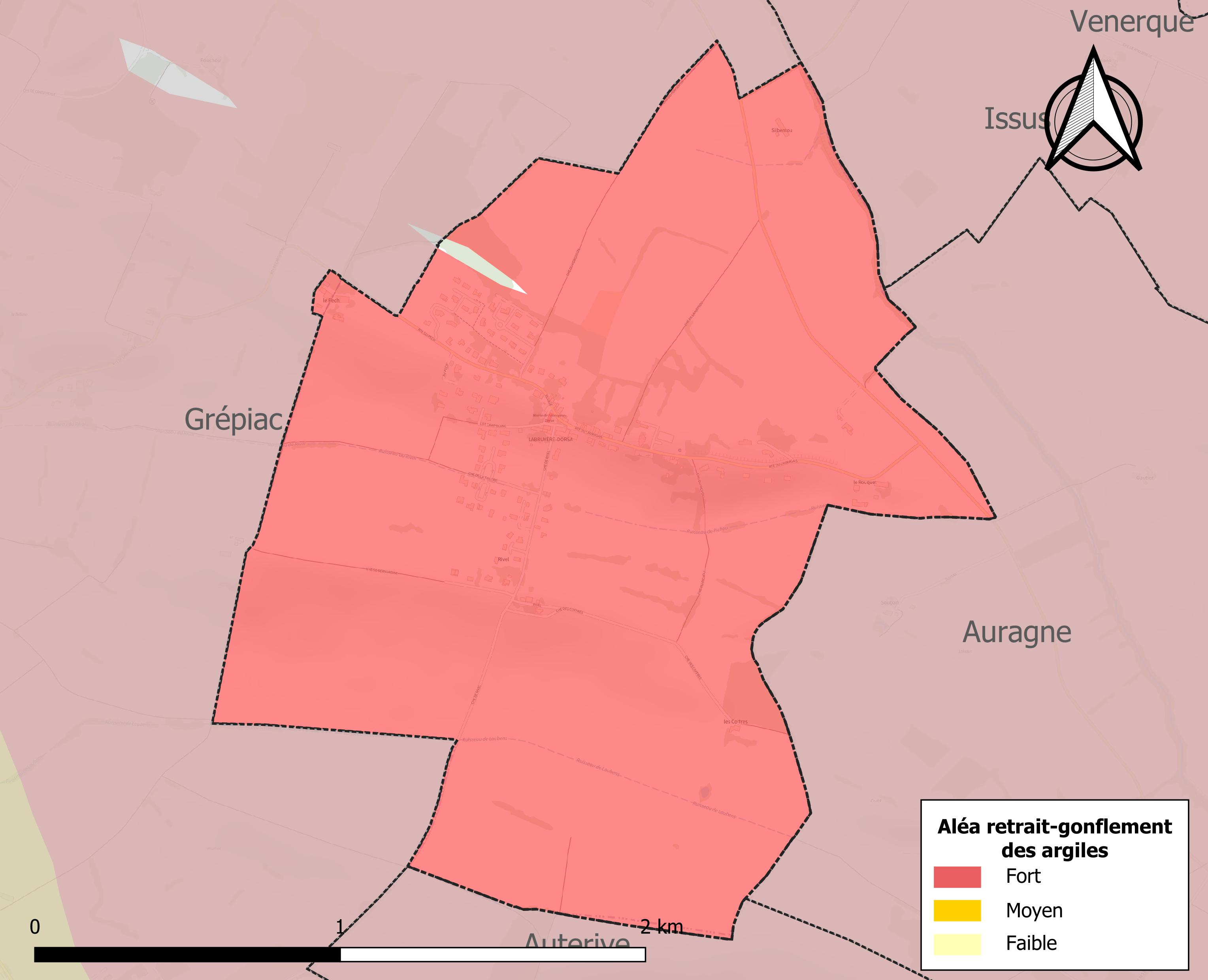
Carte des zones d'aléa retrait-gonflement des sols argileux de Labruyère-Dorsa.

Le retrait-gonflement des sols argileux est susceptible d'engendrer des dommages importants aux bâtiments en cas d’alternance de périodes de sécheresse et de pluie. 99,7 % de la superficie communale est en aléa moyen ou fort (88,8 % au niveau départemental et 48,5 % au niveau national). Sur les 113 bâtiments dénombrés sur la commune en 2019, 113 sont en aléa moyen ou fort, soit 100 %, à comparer aux 98 % au niveau départemental et 54 % au niveau national. Une cartographie de l'exposition du territoire national au retrait gonflement des sols argileux est disponible sur le site du BRGM,.
Par ailleurs, afin de mieux appréhender le risque d’affaissement de terrain, l'inventaire national des cavités souterraines permet de localiser celles situées sur la commune.
Concernant les mouvements de terrains, la commune a été reconnue en état de catastrophe naturelle au titre des dommages causés par la sécheresse en 1989 et 1998 et par des mouvements de terrain en 1999.

## Histoire
Durant la Seconde Guerre mondiale, des éléments de la division SS "Das Reich" ont brisé des vitraux de l'église, jamais remplacés à l'identique.

## Politique et administration

### Administration municipale
Le nombre d'habitants au recensement de 2017 étant compris entre 100 et 499, le nombre de membres du conseil municipal pour l'élection de 2020 est de onze,.

### Rattachements administratifs et électoraux
Commune faisant partie de la septième circonscription de la Haute-Garonne, de la communauté de communes du Bassin Auterivain et du canton d'Auterive.

## Population et société

### Démographie
L'évolution du nombre d'habitants est connue à travers les recensements de la population effectués dans la commune depuis 1793. Pour les communes de moins de 10 000 habitants, une enquête de recensement portant sur toute la population est réalisée tous les cinq ans, les populations de référence des années intermédiaires étant quant à elles estimées par interpolation ou extrapolation. Pour la commune, le premier recensement exhaustif entrant dans le cadre du nouveau dispositif a été réalisé en 2008.

En 2022, la commune comptait 305 habitants, en évolution de +10,11 % par rapport à 2016 (Haute-Garonne : +8,02 %, France hors Mayotte : +2,11 %).
| 1793 | 1800 | 1806 | 1821 | 1831 | 1836 | 1841 | 1846 | 1851 |
| ---- | ---- | ---- | ---- | ---- | ---- | ---- | ---- | ---- |
| 176  | 178  | 172  | 215  | 173  | 170  | 186  | 176  | 182  |

| 1856 | 1861 | 1866 | 1872 | 1876 | 1881 | 1886 | 1891 | 1896 |
| ---- | ---- | ---- | ---- | ---- | ---- | ---- | ---- | ---- |
| 187  | 180  | 165  | 150  | 152  | 152  | 170  | 145  | 140  |

| 1901 | 1906 | 1911 | 1921 | 1926 | 1931 | 1936 | 1946 | 1954 |
| ---- | ---- | ---- | ---- | ---- | ---- | ---- | ---- | ---- |
| 131  | 126  | 115  | 94   | 96   | 85   | 85   | 81   | 69   |

| 1962 | 1968 | 1975 | 1982 | 1990 | 1999 | 2006 | 2008 | 2013 |
| ---- | ---- | ---- | ---- | ---- | ---- | ---- | ---- | ---- |
| 87   | 59   | 59   | 55   | 88   | 143  | 216  | 237  | 264  |

| 2018 | 2022 | - | - | - | - | - | - | - |
| ---- | ---- | - | - | - | - | - | - | - |
| 290  | 305  | - | - | - | - | - | - | - |

| selon la population municipale des années : | 1968 | 1975 | 1982 | 1990 | 1999 | 2006 | 2009 | 2013 |
| Rang de la commune dans le département      | 531  | 501  | 510  | 471  | 388  | 362  | 351  | 335  |
| Nombre de communes du département           | 592  | 582  | 586  | 588  | 588  | 588  | 589  | 589  |

### Enseignement
Labruyère-Dorsa fait partie de l'académie de Toulouse.

### Culture
Salle des fêtes, foyer rural, aire de jeux, 

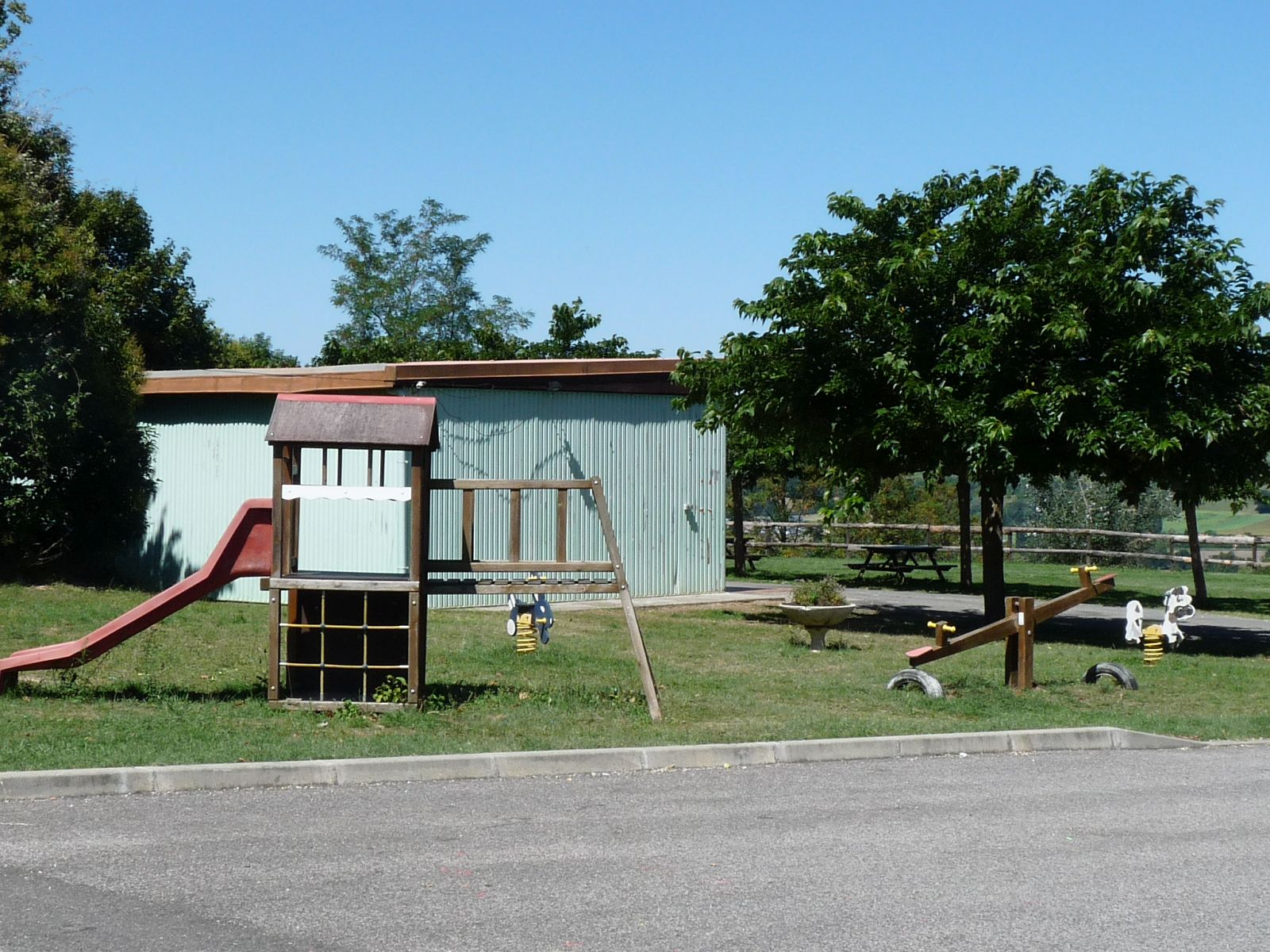
La salle des fêtes

### Sports
Tennis, randonnées pédestres, chasse.

### Écologie et recyclage
La collecte et le traitement des déchets des ménages et des déchets assimilés ainsi que la protection et la mise en valeur de l'environnement se font dans le cadre du Smivom de la Mouillonne.

## Économie

### Revenus
En 2018  (données Insee publiées en septembre 2021), la commune compte 108 ménages fiscaux, regroupant 296 personnes. La médiane du revenu disponible par unité de consommation est de 27 240 € (23 140 € dans le département).

### Emploi
|                | 2008  | 2013  | 2018  |
| -------------- | ----- | ----- | ----- |
| Commune        | 3,5 % | 5 %   | 4,5 % |
| Département    | 7,7 % | 9,6 % | 9,3 % |
| France entière | 8,3 % | 10 %  | 10 %  |

En 2018, la population âgée de 15 à 64 ans s'élève à 179 personnes, parmi lesquelles on compte 86 % d'actifs (81,6 % ayant un emploi et 4,5 % de chômeurs) et 14 % d'inactifs,. Depuis 2008, le taux de chômage communal (au sens du recensement) des 15-64 ans est inférieur à celui de la France et du département.
La commune fait partie de la couronne de l'aire d'attraction de Toulouse, du fait qu'au moins 15 % des actifs travaillent dans le pôle,. Elle compte 14 emplois en 2018, contre 11 en 2013 et 17 en 2008. Le nombre d'actifs ayant un emploi résidant dans la commune est de 147, soit un indicateur de concentration d'emploi de 9,8 % et un taux d'activité parmi les 15 ans ou plus de 72,9 %.
Sur ces 147 actifs de 15 ans ou plus ayant un emploi, 7 travaillent dans la commune, soit 5 % des habitants. Pour se rendre au travail, 91,2 % des habitants utilisent un véhicule personnel ou de fonction à quatre roues, 4,1 % les transports en commun, 2 % s'y rendent en deux-roues, à vélo ou à pied et 2,7 % n'ont pas besoin de transport (travail au domicile).

### Activités hors agriculture
16 établissements sont implantés  à Labruyère-Dorsa au 31 décembre 2019.
Le secteur de l'administration publique, l'enseignement, la santé humaine et l'action sociale est prépondérant sur la commune puisqu'il représente 37,5 % du nombre total d'établissements de la commune (6 sur les 16 entreprises implantées  à Labruyère-Dorsa), contre 16,6 % au niveau départemental.

### Agriculture
|               | 1988 | 2000 | 2010 | 2020 |
| ------------- | ---- | ---- | ---- | ---- |
| Exploitations | 5    | 1    | 1    | 1    |
| SAU (ha)      | 53   | 30   | 27   | 27   |

La commune est dans le Lauragais, une petite région agricole occupant le nord-est du département de la Haute-Garonne, dont les coteaux portent des grandes cultures en sec avec une dominante blé dur et tournesol. En 2020, l'orientation technico-économique de l'agriculture  sur la commune est la culture de céréales et/ou d'oléoprotéagineuses. Une seule  exploitation agricole ayant son siège dans la commune est recensée lors du recensement agricole de 2020 (cinq en 1988). La superficie agricole utilisée est de 27 ha,,.

## Culture locale et patrimoine

### Lieux et monuments
Église paroissiale Saint-Sernin : édifiée à la fin du XIXe siècle sur les lieux mêmes de l'église précédente (détruite car trop vétuste) mais avec une orientation différente. Une croix extérieure a été placée en témoignage au niveau de l'ancien chœur. Les cloches de l'église actuelle proviennent du Tarn[réf. nécessaire]. L'une d'elles, datant de 1700, est classée monument historique au titre objet depuis 1914.

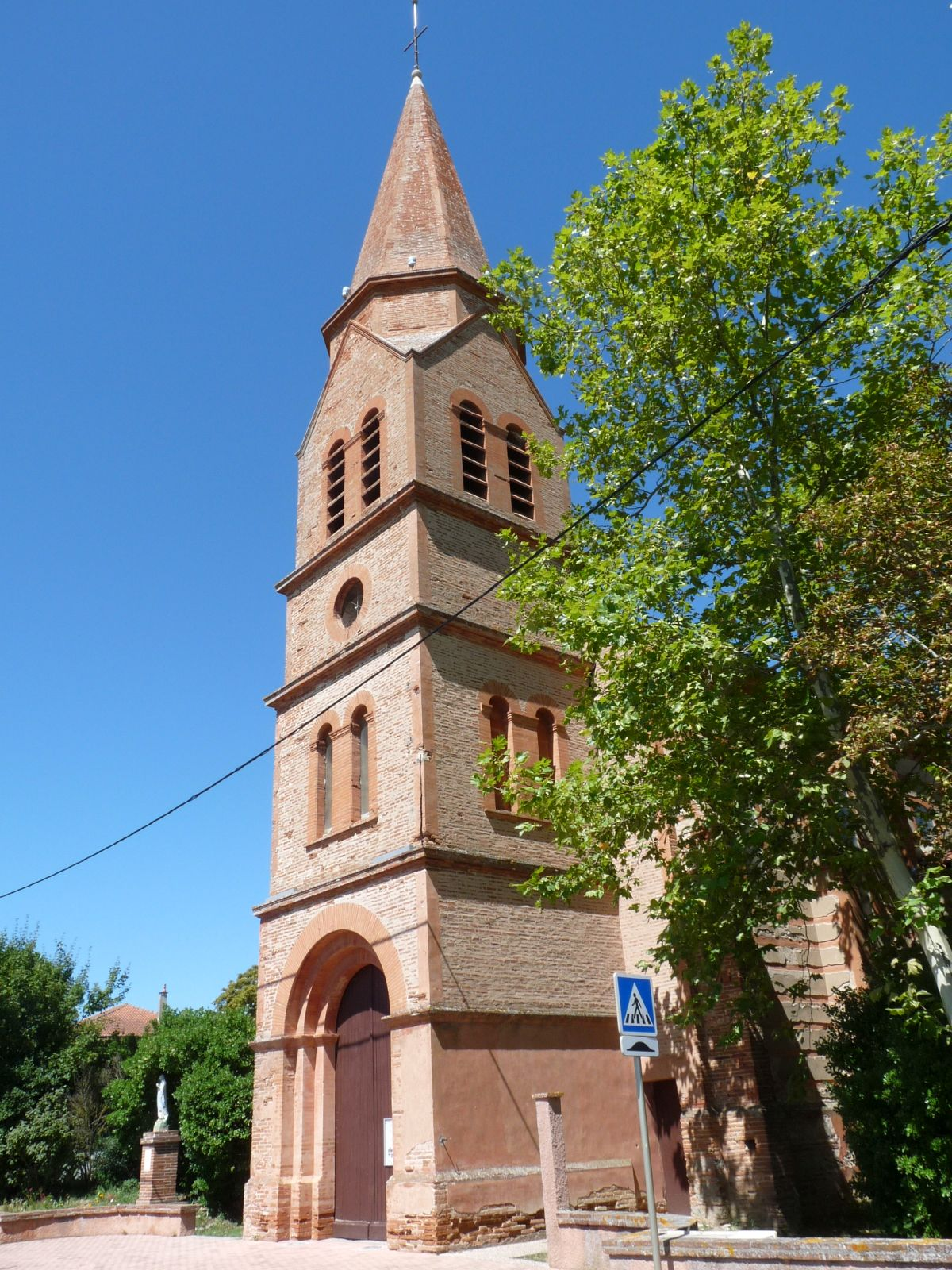
L'église Saint-Sernin
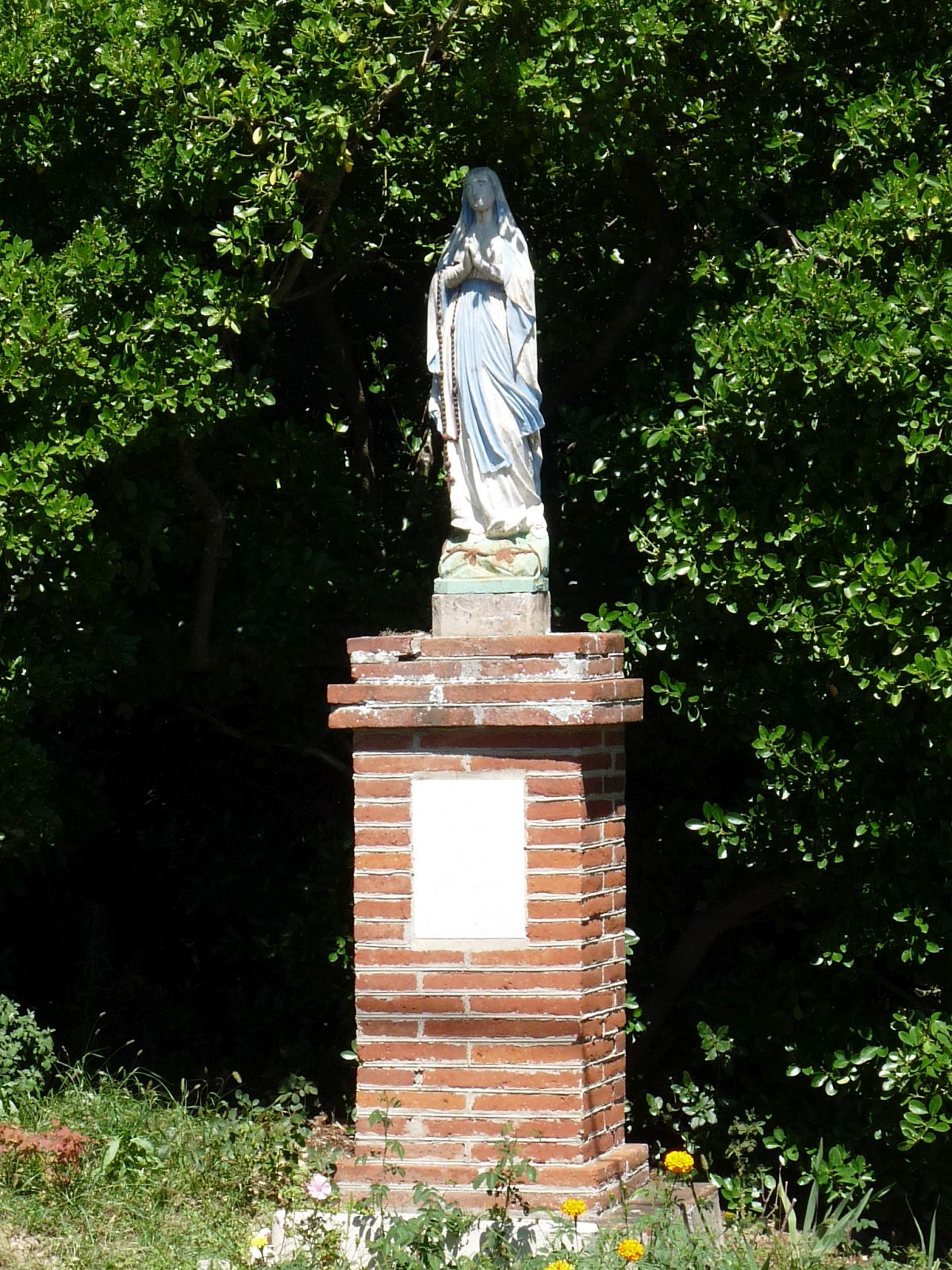
Statue de la Vierge
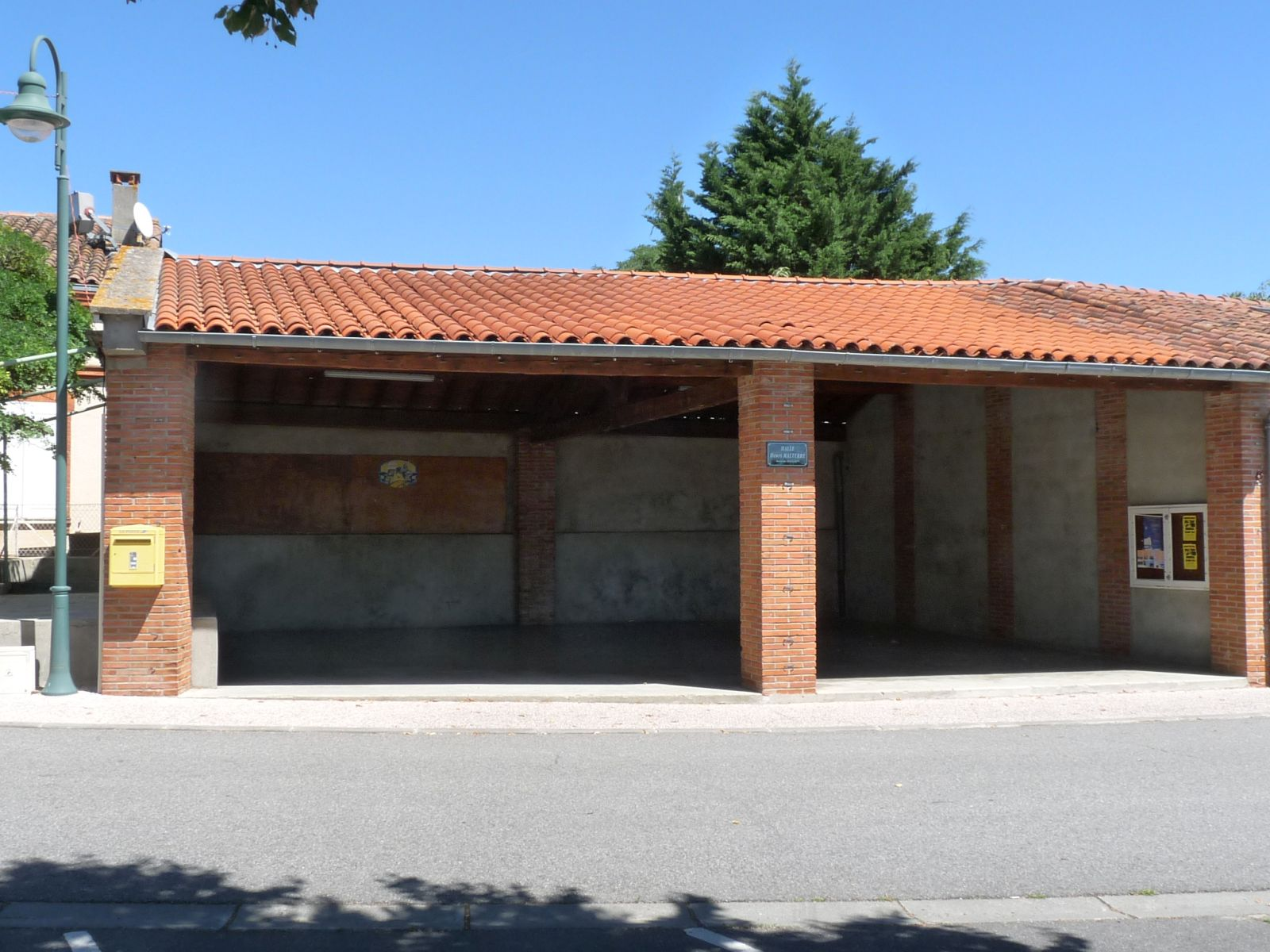
La halle

## Pour approfondir